# Tamboicus
Tamboicus is een geslacht van hooiwagens uit de familie Sclerosomatidae.
De wetenschappelijke naam Tamboicus is voor het eerst geldig gepubliceerd door Roewer in 1912. 

## Soorten
Tamboicus omvat de volgende 3 soorten:
- Tamboicus fuhrmanni
- Tamboicus insularis
- Tamboicus rufus